# L-자일룰로스 환원효소
L-자일룰로스 환원효소(영어: L-xylulose reductase) (EC 1.1.1.10)는 사람에서 17번 염색체에 위치한 DCXR 유전자에 의해 암호화되는 효소이다.

## 구조
DCXR 유전자는 크기가 대략 34 kDa이고, 224개의 아미노산으로 구성된 막 단백질을 암호화한다. 단백질은 콩팥에서 고도로 발현되며, 세포질 막에 국한된다.

## 기능
L-자일룰로스 환원효소는 L-자일룰로스 뿐만 아니라 다수의 오탄당, 사탄당, 삼탄당, α-다이카보닐 화합물의 환원을 촉매한다. L-자일룰로스 환원효소는 탄수화물 대사, 포도당 대사, 우론산 회로에 관여하며, 자일리톨을 생성함으로써 콩팥의 근위 세뇨관에서 수분 흡수 및 세포 삼투압 유지에 역할을 할 수 있다.
L-자일룰로스 환원효소(EC 1.1.1.10)는 다음과 같은 화학 반응을 촉매하는 효소이다.
자일리톨 + NADP+ {\displaystyle \rightleftharpoons } L-자일룰로스 + NADPH + H+
L-자일룰로스 환원효소의 2가지 기질은 자일리톨, NADP+이며, 3가지 생성물은 L-자일룰로스, NADPH, H+이다.

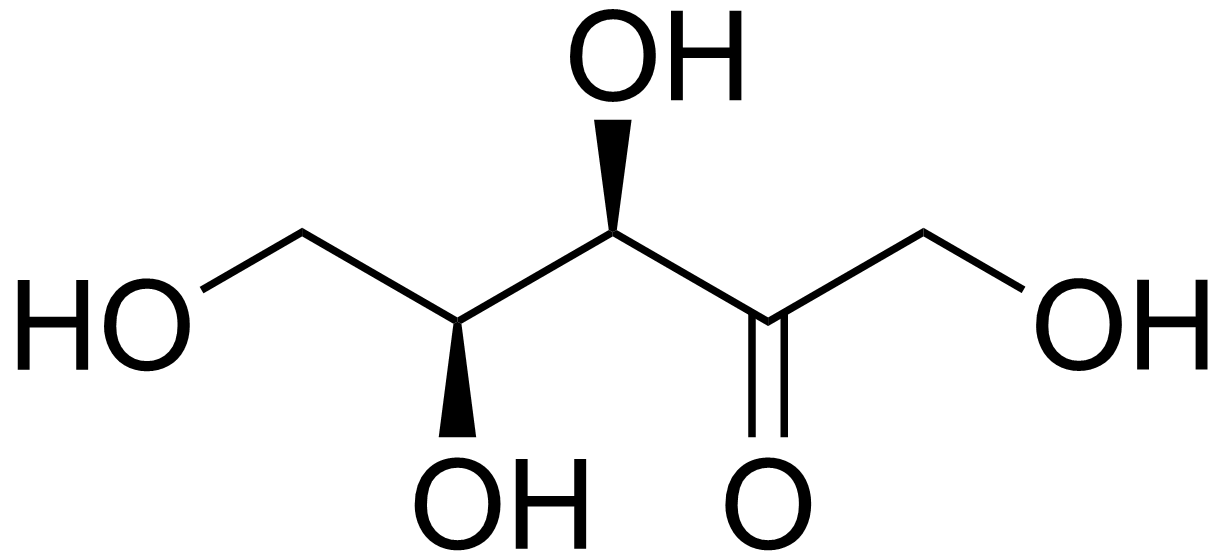
자일룰로스
자일리톨 (케톤에서 알코올로의 전환에 주목)

L-자일룰로스 환원효소는 산화환원효소 부류에 속하며, 특히 공여체가 CH-OH기이며 수용체가 NAD+ 또는 NADP+인 효소에 속한다.

## 명명법
L-자일룰로스 환원효소의 계통명은 자일리톨:NADP 4-산화환원효소 (L-자일룰로스 형성)(영어: xylitol:NADP+ 4-oxidoreductase (L-xylulose-forming))이다.
다음은 일반적으로 사용되는 다른 이름들이다.
- 자일리톨 탈수소효소(영어: xylitol dehydrogenase)

## 임상적 중요성
L-자일룰로스 환원효소의 결핍은 오탄당뇨증과 관련이 있다. L-자일룰로스 환원효소의 활성 부족은 L-자일로스의 과도한 소변 배설을 특징으로 하는 선천성 대사 이상을 일으킨다.
L-자일룰로스 환원효소의 과발현 및 이소성 발현은 전립선암과 관련이 있을 수 있다.

## 같이 보기
- L-자일룰로스
- 자일리톨
- 탈수소효소